# Championnat de France de football gaélique 2010
 (juillet 2025).
Si vous disposez d'ouvrages ou d'articles de référence ou si vous connaissez des sites web de qualité traitant du thème abordé ici, merci de compléter l'article en donnant les références utiles à sa vérifiabilité et en les liant à la section « Notes et références ».
Navigation
Édition précédente Édition suivante
Le championnat de France de football gaélique 2010 s'est déroulé du 10 avril 2010 au 12 juin 2010, à travers quatre tournois organisés par les équipes de Brest, Liffré, Guernesey et Paris.
La saison 2010 est marquée par un nombre record de participants, quinze équipes s'étant défiées à l'occasion de ce championnat.
Le classement final s'effectue, comme l'édition précédente, au meilleur des trois manches pour les équipes participant aux quatre tournois.
À l'issue de cette compétition, les clubs de Guernsey et des Paris Gaels se sont qualifiés pour l'Euroligue 2010.

## Les clubs engagés dans la compétition
| GF Bro-Leon Brest | Gwenrann FG Guérande | Guernsey Gaels A | Guernsey Gaels B | Jersey Irish | EG Haute-Bretagne Liffré | Lugdunum CLG Lyon | NEC Football Gaélique Nantes |

| Paris Gaels | Paris Gaels Lutetia | Rennes Ar Gwazi Gouez | Entente Costarmoricaine St-Quay-Perros / St-Brieuc | Dogues GFC St-Malo | Tolosa Gaels | Gwened Vannes FG |

## 1remanche– Tournoi de Brest – 10 avril 2010
Dix équipes ont participé à ce tournoi. Elles ont été réparties en trois poules pour la première partie du tournoi. La victoire rapportant 2 points, le match nul 1 point et la défaite 0 point. 
Après cette première phase, les équipes ont été à nouveau versées dans trois poules en fonction des résultats acquis lors de la première partie du tournoi.

### Matchs de poule

#### Poule A
Paris Gaels 7-5 (26) Vannes 1-1 (4)

Vannes 1–2 (5) Nantes 2–5 (11)

Paris Gaels 8-8 (32) Nantes 0-0 (0)
| Rang | Equipe      | + / - | Points |
| ---- | ----------- | ----- | ------ |
| 1    | Paris Gaels | +54   | 4      |
| 2    | Nantes      | −26   | 2      |
| 3    | Vannes      | −28   | 0      |

#### Poule B
Guernsey Gaels 7-4 (25) Brest 1-0 (3)

Guérande 1–5 (8) Brest 1–2 (5)

Guernsey Gaels 5–7 (22) Guérande 0–1 (1)
| Rang | Equipe         | + / - | Points |
| ---- | -------------- | ----- | ------ |
| 1    | Guernsey Gaels | +43   | 4      |
| 2    | Guérande       | −18   | 2      |
| 3    | Brest          | −25   | 0      |

#### Poule C
Entente 0–4 (4) Rennes 3–4 (13)

Saint-Malo 0–4 (4) Liffré 0–2 (2)

Liffré 0–2 (2) Rennes 0–2 (2)

Saint-Malo 1–4 (7) Entente 0–3 (3)

Liffré 5-2 (17) Entente 0–2 (2)

Rennes 2–7 (13) Saint-Malo 1-0 (3)
| Rang | Equipe                  | + / - | Points |
| ---- | ----------------------- | ----- | ------ |
| 1    | Rennes                  | +19   | 5      |
| 2    | Saint-Malo              | −4    | 4      |
| 3    | Liffré                  | +13   | 3      |
| 4    | Entente costarmoricaine | −28   | 0      |

Pour assurer l’équité avec les autres poules, un second classement est établi pour la poule C ne prenant pas en compte les résultats des équipes classées de 1 à 3 contre l’équipe finissant quatrième. C’est sur cette base que sont décomptés les points permettant la qualification pour la phase finale.
| Rang | Equipe     | + / - | Points |
| ---- | ---------- | ----- | ------ |
| 1    | Rennes     | +10   | 3      |
| 2    | Saint-Malo | −8    | 2      |
| 3    | Liffré     | −2    | 1      |

### Phase finale

#### Championship
(de la 1re à la 4e place – Matchs à élimination directe)

Demi-Finale 1: Meilleur premier de poule vs. Meilleur deuxième de poule

Paris Gaels 3–6 (15) Saint-Malo 0–5 (5)

Demi-Finale 2: Deuxième premier de poule vs. Troisième premier de poule

Guernsey Gaels 0–7 (7) Rennes 0–3 (3)

Petite Finale

Saint-Malo 0–3 (3) Rennes 0–3 (3) (Saint-Malo gagne la séance de tirs au but 3 à 1)

Final

Paris Gaels 4–9 (21) Guernsey Gaels 0–2 (2)

#### Shield
(de la 5e à la 7e place – Mini-championnat)

Second meilleur deuxième de la première phase: Guérande

Troisième meilleur deuxième de la première phase: Nantes

Meilleur troisième de la première phase: Liffré
Guérande 1-0 (3) Liffré 1–3 (6)

Nantes 1–3 (6) Liffré 0–5 (5)

Guérande 2-0 (6) Nantes 1-1 (4)
| Rang | Equipe   | + / - | Points |
| ---- | -------- | ----- | ------ |
| 5    | Liffré   | +2    | 2      |
| 6    | Guérande | −1    | 2      |
| 7    | Nantes   | −1    | 2      |

Guérande et Nantes ayant la même différence, c'est leur rencontre direct qui tourne en faveur des Guérandais.

#### Challenge
(de la 8e à la 10e place – Mini-championnat)

Deuxième meilleur troisième de la première phase: Brest

Troisième meilleur troisième de la première phase: Vannes

Quatrième de la poule C: Entente costarmoricaine
Brest 1–3 (6) Vannes 1–3 (6)

Vannes 0–2 (2) Entente 4–7 (19)

Brest 2–4 (16) Entente 1-1 (4)
| Rang | Equipe                  | + / - | Points |
| ---- | ----------------------- | ----- | ------ |
| 8    | Brest                   | +12   | 3      |
| 9    | Entente costarmoricaine | +5    | 2      |
| 10   | Vannes                  | −17   | 1      |

### Classement final du tournoi
| Rang | Equipe                                                   | Points |
| ---- | -------------------------------------------------------- | ------ |
| 1    | Paris Gaels                                              | 25     |
| 2    | Guernsey Gaels                                           | 20     |
| 3    | Saint-Malo                                               | 16     |
| 4    | Rennes                                                   | 13     |
| 5    | Liffré                                                   | 11     |
| 6    | Guérande                                                 | 10     |
| 7    | Nantes                                                   | 9      |
| 8    | Brest                                                    | 8      |
| 9    | Entente costarmoricaine (Saint-Brieuc/Saint-Quay-Perros) | 7      |
| 10   | Vannes                                                   | 6      |

## 2emanche– Tournoi de Liffré – 22 mai 2010
Douze équipes ont participé à ce tournoi. Pour la première partie du tournoi, les équipes ont été réparties en quatre poules.
Après cette première phase, les équipes ont été versées dans trois groupes en fonction des résultats acquis lors de la première partie du tournoi.

### Matchs de poule

#### Poule A
Saint-Malo 3-3 (12) Guérande 3-5 (14)

Guérande 0–3 (3) Paris Gaels 0–5 (5)

Saint-Malo 0-0 (0) Paris Gaels 3-7 (16)
| Rang | Equipe      | + / - | Points |
| ---- | ----------- | ----- | ------ |
| 1    | Paris Gaels | +18   | 4      |
| 2    | Guérande    | 0     | 2      |
| 3    | Saint-Malo  | −18   | 0      |

#### Poule B
Jersey/Rennes 3-6 (15) Vannes 0-2 (2)

Vannes 0–0 (0) Brest 2–2 (8)

Jersey/Rennes 4–6 (18) Brest 1–0 (3)
| Rang | Equipe        | + / - | Points |
| ---- | ------------- | ----- | ------ |
| 1    | Jersey/Rennes | +28   | 4      |
| 2    | Brest         | −7    | 2      |
| 3    | Vannes        | −21   | 0      |

#### Poule C
Liffré 0–6 (6) Toulouse 0-3 (3)

Liffré 4–6 (18) Entente costarmoricaine 1–0 (3)

Entente costarmoricaine 1–3 (6) Toulouse 0–5 (5)
| Rang | Equipe                  | + / - | Points |
| ---- | ----------------------- | ----- | ------ |
| 1    | Liffré                  | +18   | 4      |
| 2    | Entente costarmoricaine | −14   | 2      |
| 3    | Toulouse                | -4    | 0      |

#### Poule D
Lyon 0–0 (0) Guernsey Gaels 2-6 (12)

Paris Gaels Lutetia 1–5 (8) Lyon 1–3 (6)

Paris Gaels Lutetia 0–0 (0) Guernsey Gaels 2–8 (14)
| Rang | Equipe              | + / - | Points |
| ---- | ------------------- | ----- | ------ |
| 1    | Guernsey Gaels      | +28   | 4      |
| 2    | Paris Gaels Lutetia | −12   | 2      |
| 3    | Lyon                | -14   | 0      |

#### Phase finale

##### Championship
(de la 1re à la 4e place – Matchs à élimination directe)

Les premiers de chaque poule

Demi-Finale 1:

Liffré 0–8 (8) Jersey/Rennes 0–7 (7)

Demi-Finale 2:

Guernsey Gaels 1–6 (9) Paris Gaels 0–0 (0)

Petite Finale:

Paris Gaels gagne contre Jersey/Rennes par forfait.

Finale:

Guernsey Gaels 2–8 (14) Liffré 1–3 (6)

##### Shield
(de la 5e à la 8e place – Matchs à élimination directe)

Les seconds de chaque poule

Demi-finale 1:

Guérande 1-3 (6) Paris Gaels Lutetia 0–2 (2)

Demi-finale 2:

Entente costarmoricaine 1–4 (7) Brest 5–2 (17)

Match pour la 7e place:

Entente costarmoricaine 1-3 (6) Paris Gaels Lutetia 2-3 (9)

Match pour la 5e place:

Brest gagne contre Guérande par forfait.

##### Challenge
(de la 9e à la 12e place – Matchs à élimination directe)

Les derniers de chaque poule

Demi-finale 1:

Vannes 1–0 (3) Toulouse 2–5 (11)

Demi-finale 2:

Lyon 2–2 (8) Saint-Malo 0–3 (3)

Match pour la 11e place:

Saint-Malo 0–3 (3) Vannes 0-4 (4)

Match pour la 9e place:

Lyon 0–2 (2) Toulouse 1-3 (6)

### Classement final du Tournoi
Jersey et Rennes ayant formé une seule équipe, les points acquis lors de ce tournoi sont partagés entre ces deux équipes.

Nantes marque trois points grâce à la présence de deux de ses joueurs dans l'équipe de Lyon.
| Rang | Equipe                  | Points                 |
| ---- | ----------------------- | ---------------------- |
| 1    | Guernsey Gaels          | 25                     |
| 2    | Liffré                  | 20                     |
| 3    | Paris Gaels             | 16                     |
| 4    | Jersey/Rennes           | 13 (6.5 points chacun) |
| 5    | Brest                   | 11                     |
| 6    | Guérande                | 10                     |
| 7    | Paris Gaels Lutetia     | 9                      |
| 8    | Entente costarmoricaine | 8                      |
| 9    | Toulouse                | 7                      |
| 10   | Lyon                    | 6                      |
| 11   | Vannes                  | 5                      |
| 12   | Saint-Malo              | 5                      |
| -    | Nantes                  | 3                      |

## Troisième manche –  Tournoi de Guernsey – 5 juin 2010
Cinq équipes ont pris part à ce tournoi qui s'est disputé sous la forme d'un championnat.
Guernsey A 3–9 (18) Rennes 2–2 (8)

Jersey 5–1 (16) Guernsey B 1–0 (3)

Guernsey A 0-8 (8) Jersey 1–2 (5)

Guernsey B 3-2 (11) Rennes 5–6 (21)

Saint-Malo 1–0 (3) Jersey 8–3 (27)

Rennes 5–2 (17) Jersey 5-0 (15)

Guernsey B 3-4 (13) Saint-Malo 2-2 (8)

Guernsey A 8-5 (29) Guernsey B 1-4 (7)

Saint-Malo 3-3 (12) Guernsey A 3-9 (18)

Rennes 5-8 (23) Saint-Malo 3-1 (10)
| Rang | Equipe     | + / - | Points |
| ---- | ---------- | ----- | ------ |
| 1    | Guernsey A | +41   | 8      |
| 2    | Rennes     | +15   | 6      |
| 3    | Jersey     | +32   | 4      |
| 4    | Guernsey B | −40   | 2      |
| 5    | Saint-Malo | -48   | 0      |

### Classement final du Tournoi
| Rang | Equipe     | Points |
| ---- | ---------- | ------ |
| 1    | Guernsey A | 25     |
| 2    | Rennes     | 20     |
| 3    | Jersey     | 16     |
| 4    | Guernsey B | 13     |
| 5    | Saint-Malo | 11     |

## 4emanche– Tournoi de Paris – 12 juin 2010
Six équipes ont participé à ce tournoi. Pour la première partie du tournoi, les équipes ont été partagées dans deux poules. Les deux premières équipes de chaque poule se sont qualifiées pour les demi-finale. Les dernières se sont disputé la 5e place du tournoi.

### Matchs de poule

#### Poule A
Paris Gaels 4-7 (19) Paris Gaels Lutetia 2-1 (7)

Paris Gaels 3–12 (21) Vannes 0–1 (1)

Paris Gaels Lutetia 1-1 (4) Vannes 5-5 (21)
| Rang | Equipe              | + / - | Points |
| ---- | ------------------- | ----- | ------ |
| 1    | Paris Gaels         | +32   | 4      |
| 2    | Vannes              | −3    | 2      |
| 3    | Paris Gaels Lutetia | −29   | 0      |

#### Poule B
Lyon 1-3 (6) Saint-Malo 2-5 (11)

Saint-Malo 0–4 (4) Jersey 4–9 (21)

Jersey 1–9 (12) Lyon 0–3 (3)
| Rang | Equipe     | + / - | Points |
| ---- | ---------- | ----- | ------ |
| 1    | Jersey     | +26   | 4      |
| 2    | Saint-Malo | −12   | 2      |
| 3    | Lyon       | −14   | 0      |

### Phase finale
Demi-finale 1: 1er de la poule A vs. 2nd de la poule B

Paris Gaels 4–12 (24) Saint-Malo 1–2 (5)

Demi-finale 2: 1er de la poule B vs. 2nd de la poule A

Jersey 3–12 (21) Vannes 0–3 (3)

Match pour la 5e place: 3e de la poule A vs. 3e de la poule B

Paris Gaels Lutetia 1-5 (8) Lyon 2-3 (9)

Match pour la 3e place: perdant de la demi-finale 1 vs. perdant de la demi-finale 2

Saint-Malo 1–5 (8) Vannes 1–3 (6)

Finale: vainqueur de la demi-finale 1 vs. vainqueur de la demi-finale 2

Paris Gaels 1–11 (14) Jersey 3–1 (10)

## Classement final du Tournoi
| Rang | Equipe              | Points |
| ---- | ------------------- | ------ |
| 1    | Paris Gaels         | 25     |
| 2    | Jersey              | 20     |
| 3    | Saint-Malo          | 16     |
| 4    | Vannes              | 13     |
| 5    | Lyon                | 11     |
| 6    | Paris Gaels Lutetia | 10     |

## Classement final du Championnat de France 2010 de Football Gaélique
| Rang | Equipe                                                   | BRE | LIF | GUE | PAR | Total |
| ---- | -------------------------------------------------------- | --- | --- | --- | --- | ----- |
| 1    | Guernsey Gaels                                           | 20  | 25  | 25  | -   | 70    |
| 2    | Paris Gaels                                              | 25  | 16  | -   | 25  | 66    |
| 3    | Dogues Gaelic FC (Saint-Malo)                            | 16  | 5   | 11  | 16  | 43    |
| 4    | Jersey Irish                                             | -   | 6.5 | 16  | 20  | 42.5  |
| 5    | Ar Gwazi Gouez (Rennes)                                  | 13  | 6.5 | 20  | -   | 39.5  |
| 6    | US Liffré                                                | 11  | 20  | -   | -   | 31    |
| 7    | Gwened (Vannes)                                          | 6   | 5   | -   | 13  | 24    |
| 8    | Gwenrann (Guérande)                                      | 10  | 10  | -   | -   | 20    |
| 9    | GF Bro Leon (Brest)                                      | 8   | 11  | -   | -   | 19    |
| 10   | Paris Gaels Lutetia                                      | -   | 9   | -   | 10  | 19    |
| 11   | Lugdunum CLG                                             | -   | 6   | -   | 11  | 17    |
| 12   | Entente costarmoricaine (Saint-Brieuc/Saint-Quay-Perros) | 7   | 8   | -   | -   | 15    |
| 13   | Guernsey Gaels B                                         | -   | -   | 13  | -   | 13    |
| 14   | Naoned (Nantes)                                          | 9   | 3   | -   | -   | 12    |
| 15   | Tolosa Gaels (Toulouse)                                  | -   | 7   | -   | -   | 7     |

Brest termine devant les Paris Gaels Lutetia grâce à une meilleure différence de buts.

Le résultat de Saint-Malo au tournoi de Liffré étant le moins bon de ses quatre résultats, il n'est pas pris en compte dans le classement final